# Parafia św. Aleksandra Newskiego w Łodzi
Parafia katedralna św. Aleksandra Newskiego – parafia prawosławna w Łodzi, w dekanacie Łódź diecezji łódzko-poznańskiej.
Na terenie parafii funkcjonują 3 cerkwie i 1 kaplica:
- sobór św. Aleksandra Newskiego w Łodzi – parafialna i jednocześnie katedralna
- cerkiew św. Olgi w Łodzi – filialna
- cerkiew Zaśnięcia Najświętszej Maryi Panny w Łodzi – cmentarna (Cmentarz Doły)
- kaplica Zmartwychwstania Pańskiego w Łodzi – cmentarna (Stary Cmentarz Prawosławny)

Nabożeństwa prawosławne są odprawiane również w Pabianicach (raz w miesiącu, w kościele mariawickim przy ulicy Targowej 21).

## Wykaz proboszczów
- 1884–1892 – ks. Jan Juchnowski[3]
- 1892–1918 – ks. Antoni Rudlewski[3]
- 1918–? – ks. Teodor Walikowski[3]
- 1934–1941 – ks. Michał Borecki[3]
- 1943–1947 – ks. Stepan Rudyk[3]
- – ks. Piotr Struk-Strukow
- 1955–? – ks. Aleksander Surwiłło[3]
- 1979–1984 – ks. Aleksander Tomkowid
- 1984–1985 – ks. Andrzej Jakimiuk
- 1993–2005 – ks. Konstanty Marczyk
- od 2011 – ks. Eugeniusz Fiedorczuk

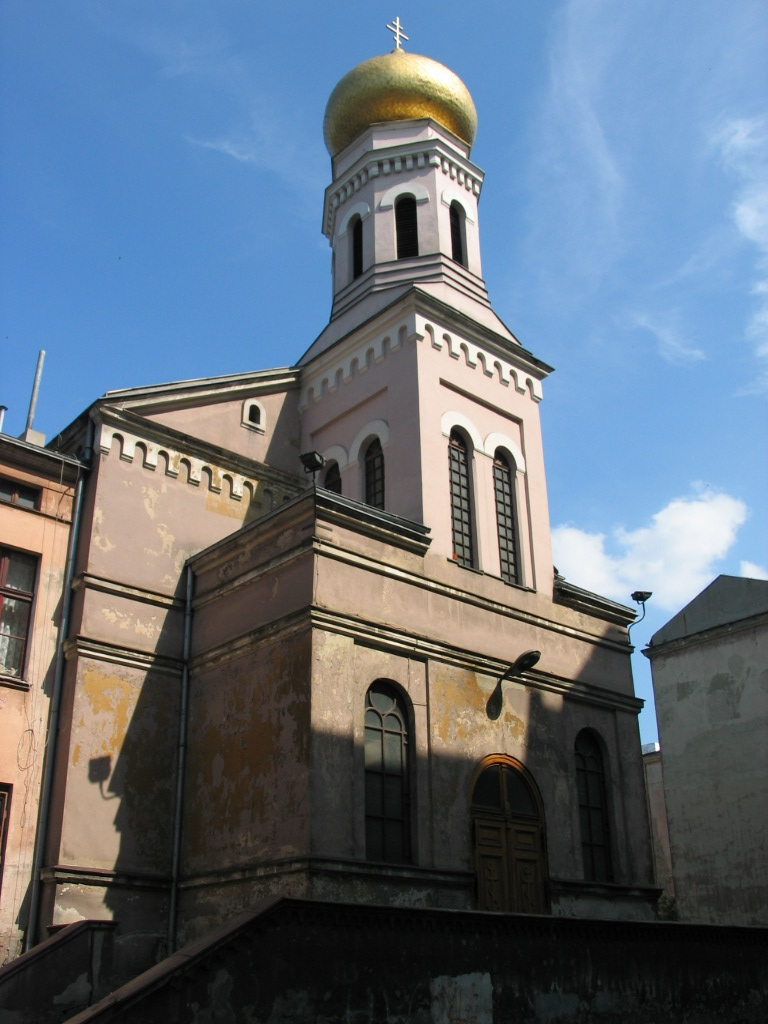
Cerkiew filialna św. Olgi
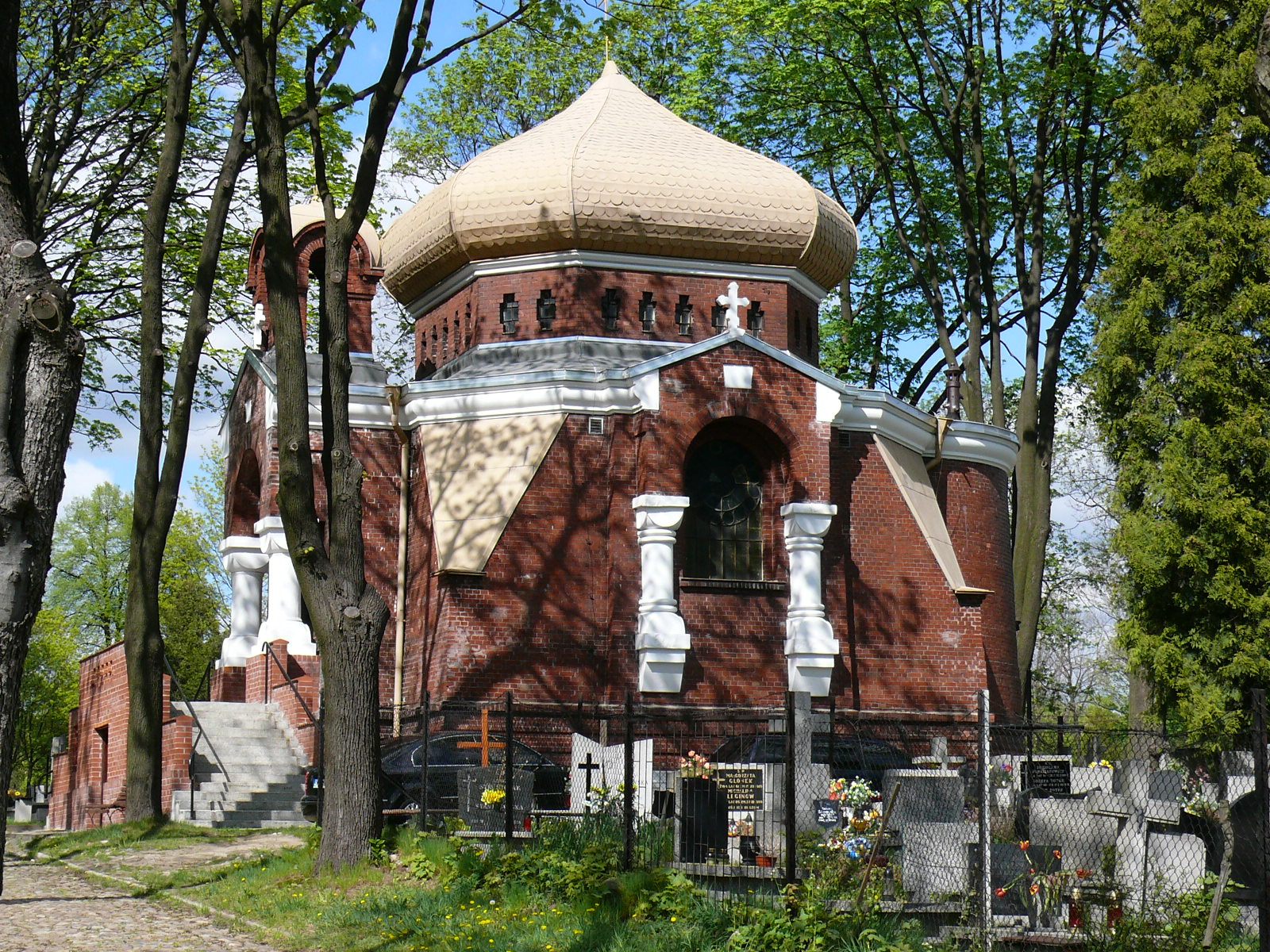
Cerkiew Zaśnięcia Przenajświętszej Bogurodzicy na Cmentarzu Doły
Kaplica Zmartwychwstania Pańskiego na Starym Cmentarzu
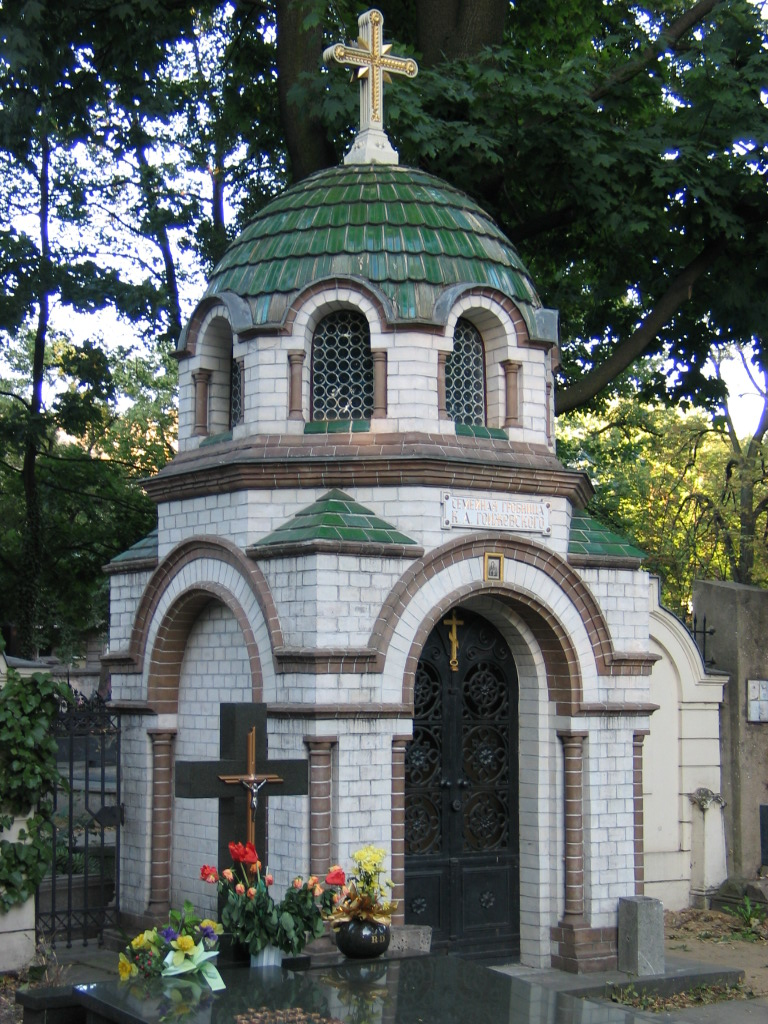
Mauzoleum Gojżewskich na Starym Cmentarzu